# Pastisseria Masvidal
La Pastisseria Masvidal és un comerç de Torroella de Montgrí especialitzada en rebosteria. És una de les 117 pastisseries catalanes amb certificació ETG, distintiu europeu que garanteix al consumidor que els panellets s'han elaborat respectant la recepta tradicional.

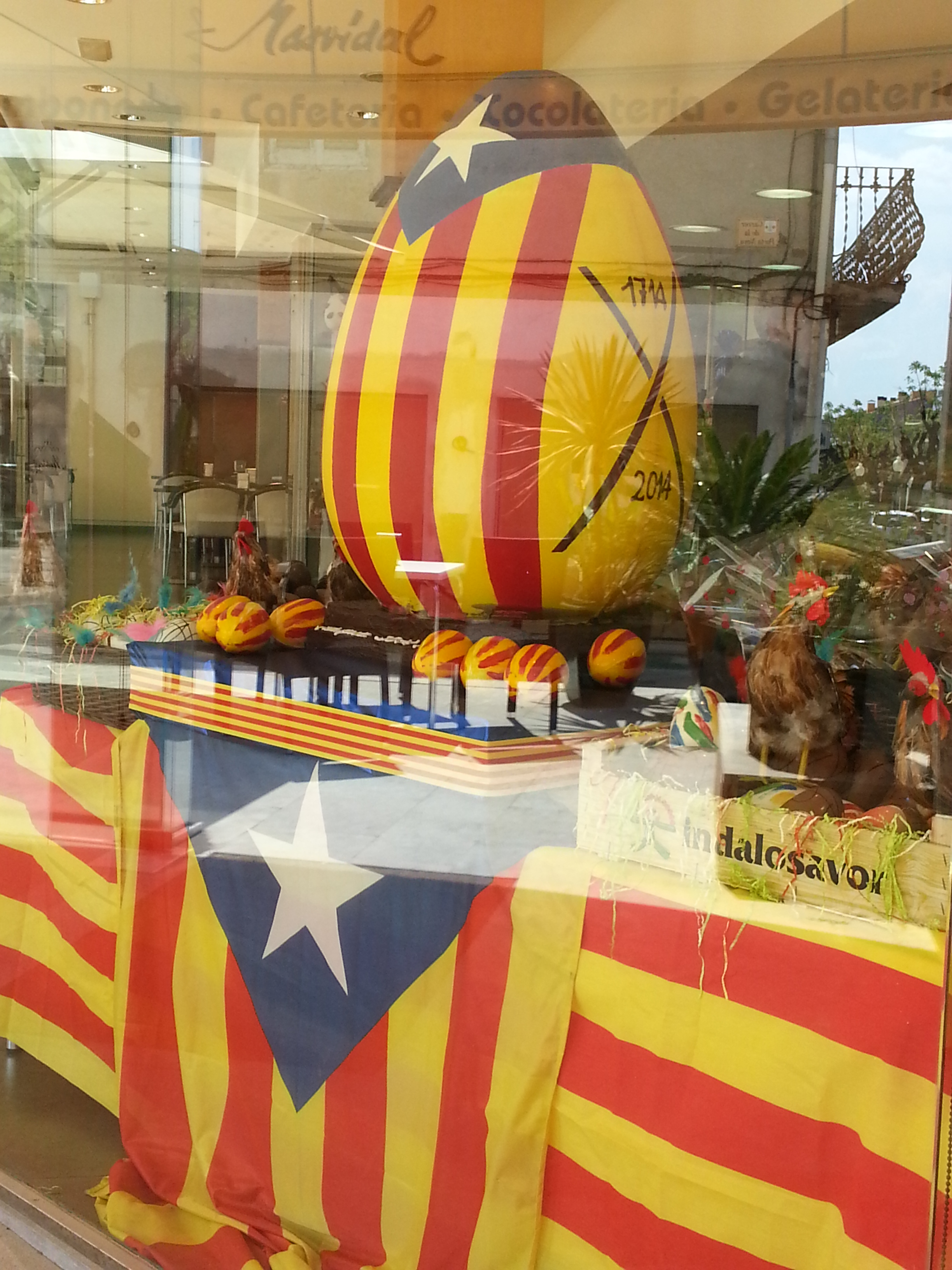
Ou de Pasqua amb l'estelada elaborada per la pastisseria Masvidal al 2014

Des de fa 25 anys, la pastisseria Masvidal elabora una gran mona de pasqua que reparteix gratuïtament per la Diada de Sant Jordi als torroellencs. En diferents anys, les seves habilitats xocolateres els ha portat a fer creacions com el Titànic, els gegants de Torroella, en Duc, la mascota de la biblioteca, l'Astèrix i l'Obèlix i el Prestige. L'any 2013 varen crear un gran drac. El 2014 han creat un gran ou de 35kg de xocolata amb l'estelada on es llegeix érem, som i serem i està dedicada al Tricentenari.